# Mia figlia Joy
Mia figlia Joy (My Daughter Joy) è un film britannico del 1950 diretto da Gregory Ratoff.
Il film è basato sul libro del 1929 David Golder di Irène Némirovsky, sul quale è basato anche un altro film, ovvero La beffa della vita (David Golder), diretto da Julien Duvivier e datato 1931.